# نيكولا ديميتريفيتش
نيكولا ديميتريفيتش هو لاعب كرة قدم صربي في مركز الدفاع، ولد في 10 مايو 1991 في بلغراد في صربيا. لعب مع نادي أوبليتش.

## وصلات خارجية
- نيكولا ديميتريفيتش على موقع قاعدة بيانات كرة القدم.إي يو (الإنجليزية)
- نيكولا ديميتريفيتش على موقع Soccerbase.com (لاعب) (الإنجليزية)
- نيكولا ديميتريفيتش على موقع Soccerway.com (الإنجليزية)
- نيكولا ديميتريفيتش على موقع عالم كرة القدم.نت (الإنجليزية)